# Lophoptera triangulata
Lophoptera triangulata är en fjärilsart som beskrevs av Emilio Berio 1973. Lophoptera triangulata ingår i släktet Lophoptera och familjen nattflyn. Inga underarter finns listade i Catalogue of Life.